# Wereldkampioenschappen inlineskaten 2018
De wereldkampioenschappen inline-skaten 2018 werden van 1 tot en met 8 juli gehouden in Heerde en Arnhem, Nederland. Het was voor het eerst dat het WK in Nederland werd georganiseerd.
Het waren de 48e wereldkampioenschappen voor mannen op de weg, de 44e voor mannen op de piste, de 42e voor vrouwen op de piste en de 41e voor vrouwen op de weg. Tegelijkertijd werden voor de 22e keer de wereldkampioenschappen voor junioren (piste en weg) gehouden.

## Programma
Op het programma stonden voor mannen en vrouwen tien afstanden. Zondag 1, maandag 2 en dinsdag 3 juli stonden in het teken van de baanwedstrijden (piste), te weten de 500 meter sprint, 1000 meter sprint, 10.000 meter punten-/afvalrace, 15.000 meter afvalrace en 3000 meter aflossing. Na een rustdag werd er op donderdag 4 vrijdag 5 en zaterdag 6 juli op het asymmetrische wegparcours de 100 meter sprint, één ronde sprint, 10.000 meter puntenkoers en 20.000 meter afvalrace. Op zondag 7 juli werd er afgesloten met de marathon (42.195 meter).

## Medailleverdeling

### Mannen
| Piste                      | Piste               | Piste              | Piste          |
| Afstand                    | Goud ·              | Zilver ·           | Brons ·        |
| -------------------------- | ------------------- | ------------------ | -------------- |
| 500m Sprint                | Pedro Causil Rojas  | Edwin Estrada      | Elton de Souza |
| 1000m Sprint               | Gwendal le Lepivert | Pedro Causil Rojas | Andres Munoz   |
| 10.000m Punten-/afvalkoers | Alex Cujavante      | Bart Swings        | Daniel Niero   |
| 15.000m Afvalkoers         | Alex Cujavante      | Daniel Niero       | Bart Swings    |
| 3000m Aflossing            | Frankrijk           | Colombia           | Italië         |

| Weg                 | Weg                    | Weg                         | Weg                |
| Afstand             | Goud ·                 | Zilver ·                    | Brons ·            |
| ------------------- | ---------------------- | --------------------------- | ------------------ |
| 100m Sprint         | Ioseba Fernandez       | Edwin Estrada               | Kim Jin-young      |
| 1 ronde Sprint      | Edwin Estrada          | Simon Albrecht              | Pedro Causil Rojas |
| 10.000m Puntenkoers | Daniel Zapata Martinez | Diogo Marreiros             | Bart Swings        |
| 20.000m Afvalkoers  | Bart Swings            | Daniel Niero                | Nolan Beddiaf      |
|                     |                        |                             |                    |
| 42.195m Marathon    | Felix Rijhnen          | Jorge David Bolanos Dacorte | Jason Suttels      |

### Vrouwen
| Piste                      | Piste          | Piste                  | Piste          |
| Afstand                    | Goud ·         | Zilver ·               | Brons ·        |
| -------------------------- | -------------- | ---------------------- | -------------- |
| 500m Sprint                | Vanessa Herzog | Javiera Vargas         | Geiny Parajo   |
| 1000m Sprint               | Mareike Thum   | Yi-Seul An             | Vanessa Herzog |
| 10.000m Punten-/afvalkoers | Fabriana Arias | Francesca Lollobrigida | Johana Viveros |
| 15.000m Afvalkoers         | Johana Viveros | Dan Guo                | Fabriana Arias |
| 3000m Aflossing            | Colombia       | Zuid-Korea             | Duitsland      |

| Weg                 | Weg                    | Weg                    | Weg                          |
| Afstand             | Goud ·                 | Zilver ·               | Brons ·                      |
| ------------------- | ---------------------- | ---------------------- | ---------------------------- |
| 100m Sprint         | Geiny Parajo           | Yesenia Escobar        | Chen Ying-chu                |
| 1 ronde Sprint      | Andrea Canon           | Yesenia Escobar        | Erin Jackson                 |
| 10.000m Puntenkoers | Johana Viveros         | Francesca Lollobrigida | Mareike Thum                 |
| 20.000m Afvalkoers  | Francesca Lollobrigida | Johana Viveros         | Fabriana Arias               |
|                     |                        |                        |                              |
| 42.195m Marathon    | Ho Chen Yang           | Francesca Lollobrigida | Maria Camilla Guerra Guevara |

### Medaillespiegel
Dit is de medaillespiegel van de wedstrijden van het hoofdtoernooi (senioren).
| Plaats | Land             | Goud | Zilver | Brons | Totaal |
| 1      | Colombia         | 11   | 7      | 7     | 25     |
| 2      | Duitsland        | 2    | 1      | 2     | 5      |
| 3      | Frankrijk        | 2    | 0      | 2     | 4      |
| 4      | Italië           | 1    | 5      | 2     | 8      |
| 5      | België           | 1    | 1      | 3     | 5      |
| 6      | Chinees Taipei   | 1    | 0      | 1     | 2      |
| 6      | Oostenrijk       | 1    | 0      | 1     | 2      |
| 8      | Spanje           | 1    | 0      | 0     | 1      |
| 9      | Zuid-Korea       | 0    | 2      | 1     | 3      |
| 10     | Chili            | 0    | 1      | 0     | 1      |
| 10     | China            | 0    | 1      | 0     | 1      |
| 10     | Ecuador          | 0    | 1      | 0     | 1      |
| 10     | Portugal         | 0    | 1      | 0     | 1      |
| 14     | Verenigde Staten | 0    | 0      | 1     | 1      |
| Totaal | Totaal           | 20   | 20     | 20    | 60     |

Officieuze wereldkampioenschappen

Monza 1937 ·
Ferrara 1938 ·
Monfalcone 1948 ·
Ferrara 1949 ·
Monfalcone 1951 ·
Lido di Venezia 1953 ·
Bari 1954 ·
Palermo 1957 ·
Finale Ligure 1958 ·
Wetteren 1960 ·
Gujan-Mestras 1961 ·
Nantes 1963 ·
Madrid 1964 ·
Syracuse 1965
Officiële wereldkampioenschappen (afwisselend piste en weg)

Mar del Plata 1966 ·
Barcelona 1967 ·
Montecchio 1968 ·
Mar del Plata 1969 ·
Sesto San Giovanni 1973 ·
Mar del Plata 1975 ·
Mar del Plata 1978 ·
Finale Emilia 1979 ·
Masterton 1980 ·
Oostende 1981 ·
Finale Emilia 1982 ·
Mar del Plata 1983 ·
Bogotá 1984 ·
Colorado Springs 1985 ·
Adelaide 1986 ·
Grenoble 1987 ·
Cassano d'Adda 1988 ·
Hastings 1989 ·
Bello 1990 ·
Oostende 1991 ·
Rome 1992 ·
Colorado Springs 1993
Piste en weg gecombineerd (huidige vorm)

Gujan-Mestras 1994 ·
Perth 1995 ·
Venetië 1996 ·
Mar del Plata 1997 ·
Pamplona 1998 ·
Santiago 1999 ·
Barrancabermeja 2000 ·
Valence d'Agen 2001 ·
Oostende 2002 ·
Barquisimeto 2003 ·
Abruzzo 2004 ·
Suzhou 2005 ·
Anyang 2006 ·
Cali 2007 ·
Gijón 2008 ·
Haining 2009 ·
Guarne 2010 ·
Yeosu 2011 ·
Ascoli Piceno/San Benedetto del Tronto 2012 ·
Oostende 2013 ·
Rosario 2014 ·
Kaohsiung 2015 ·
Nanjing 2016 ·
Nanjing 2017 ·
Heerde/Arnhem 2018 ·
Barcelona 2019 ·
Ibagué 2021 ·
Buenos Aires 2022 ·
Montecchio Maggiore/Vicenza 2023 ·
Pescara 2024